# Волховское водохранилище
Волховское водохранилище — искусственный водоём в Ленинградской области России, образованный на реке Волхов в результате строительства Волховской ГЭС.
Площадь — 667 км². Объём — 37 млн м³. Площадь водосбора — 80 200 км². Наполнение начато в 1926 году. Судоходный однокамерный шлюз водохранилища наполняется через донные галереи. Спроектировано институтом Ленгидропроект.